# Machiya

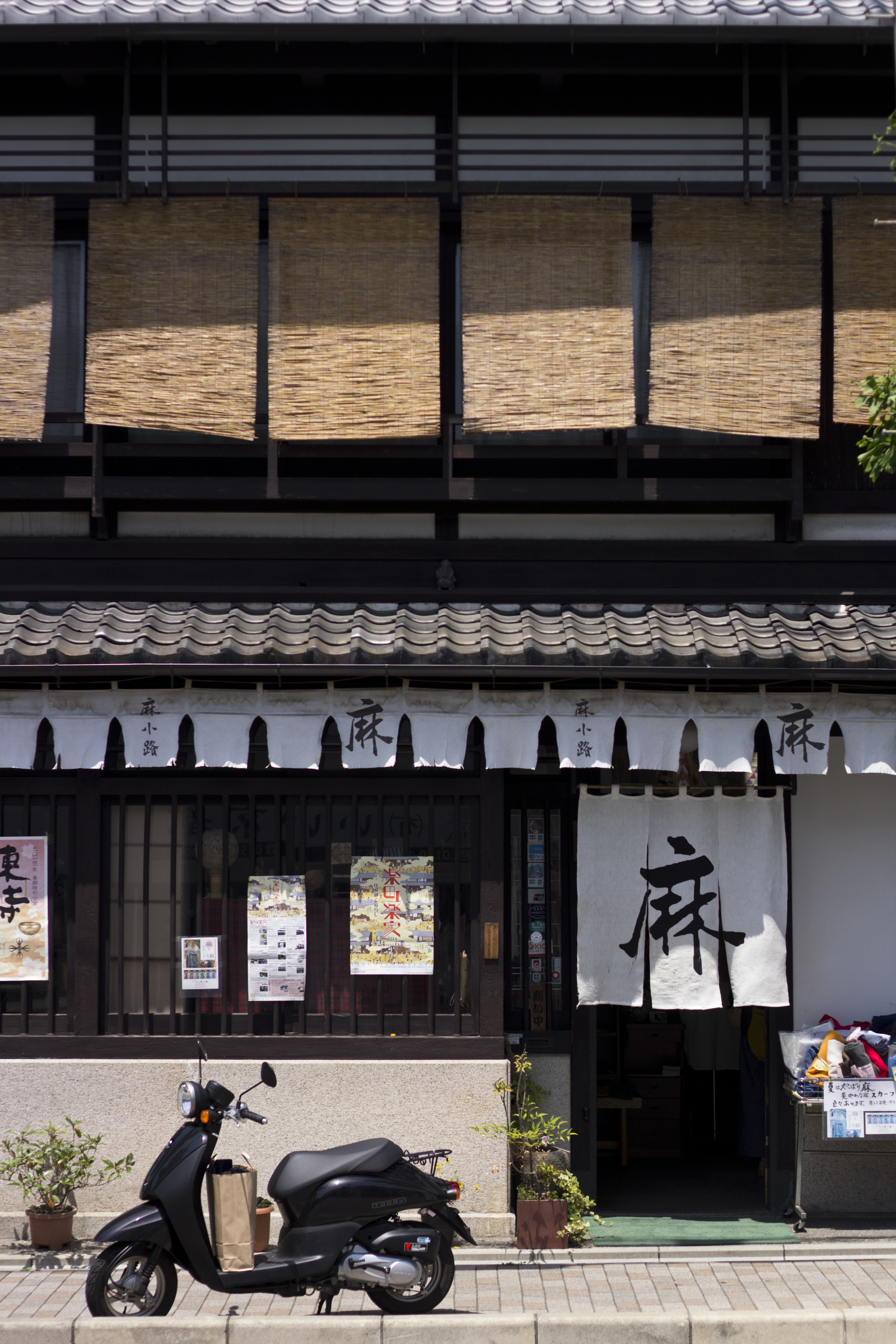
Fachada de una machiya en Kioto.

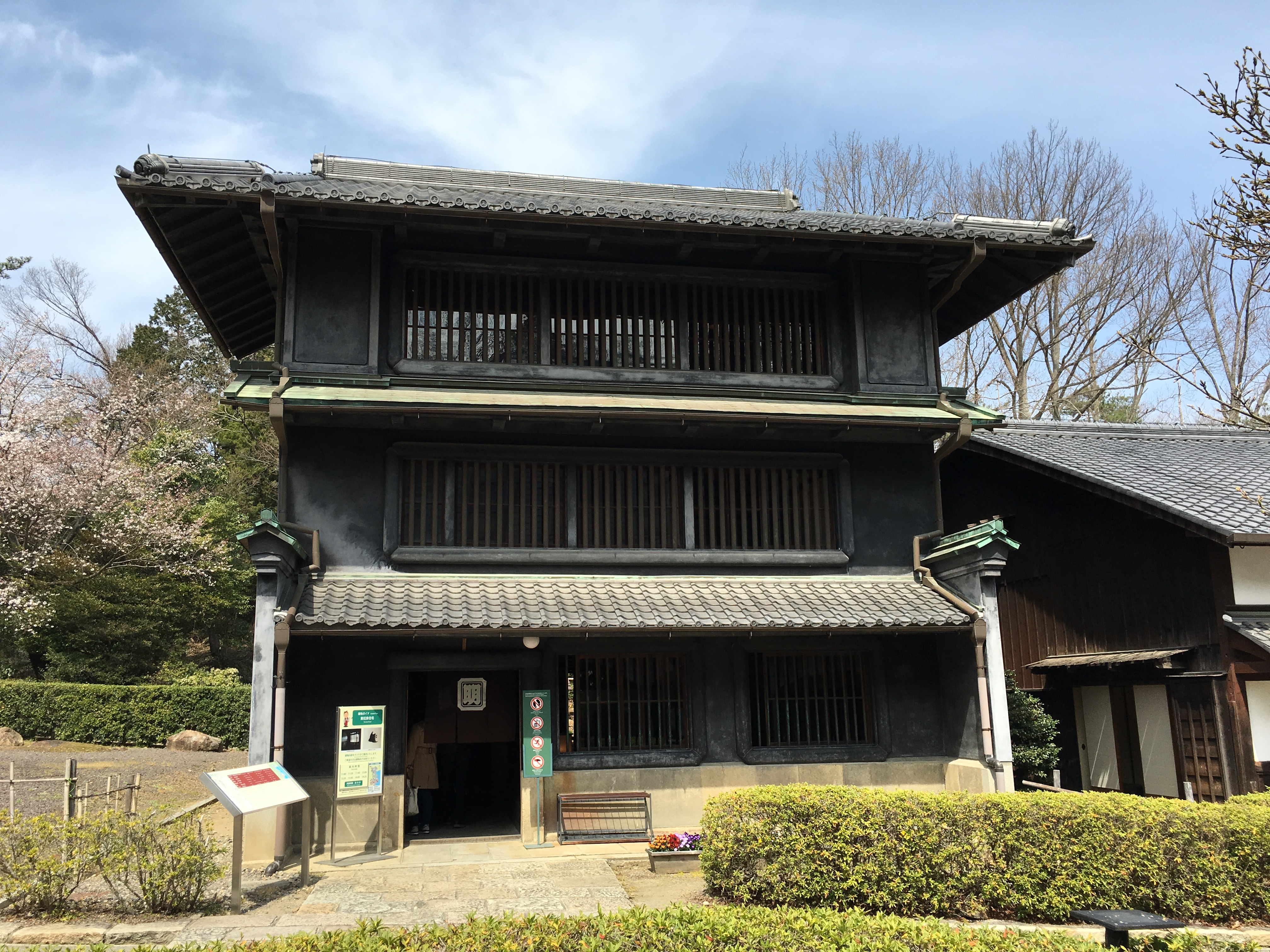
La casa Tōmatsu de Funairi-chō (Nagoya) es un ejemplo de una gran machiya.

Las machiya (町屋/町家?) son casas tradicional de madera, que pueden ser encontradas en todo Japón, aunque son representativas de la ciudad de Kioto. Las dos categorías de vivienda vernácula japonesa (minka) son los machiya (viviendas urbanas), y los nouka (viviendas rurales). La palabra machiya se escribe usando dos kanji: machi (町) que significa "villa" y ya (家 o 屋), que significa "casa" (家) o "tienda" o "taller" (屋), dependiendo del kanji empleado para expresarla.
Las machiya se originaron durante el período Heian, y continuaron su desarrollo durante los períodos Edo y Meiji. En las machiya, vivían los artesanos y mercaderes de las ciudades, llamados chounin (burgueses, en el sentido original del término).

## Machiya de Kioto
Las machiya de Kioto, a veces llamadas kyōmachiya (京町家 o 京町屋) han definido la atmósfera arquitectónica del centro de la ciudad durante siglos, y representan el modelo estándar de machiya en todo el país. Originalmente, la ciudad de Kioto tenía una traza cuadriculada, de acuerdo a lo observado en la capital China Chang'an. Dentro de este entramado, las machiya de Kioto consistían en una casa de madera con un frente angosto y gran profundidad. Se hacían con materiales ligeros para favorecer un ambiente más fresco en verano y resistir mejor los terremotos. Típicamente, el frente era de 5 a 6 metros, mientras que el fondo llegaba a tener veinte metros. A veces, la machiya contenía uno o varios patios interiores pequeños (tsuboniwa). Al frente del edificio se encontraba el taller o la tienda. Internamente, la machiya estaba dividida entre los kyoshitsubu (áreas privadas, una serie de cuartos con pisos de madera elevados cubiertos con tatami), y el doma o toriniwa, un área de servicio que no estaba elevada, conteniendo la cocina.